# Stripper (Lied)
Stripper ist ein italienischsprachiger Rocksong, der vom italienischen Sänger Achille Lauro interpretiert wurde. Mit dem Titel vertrat er San Marino beim Eurovision Song Contest 2022 in Turin.

## Hintergrund
Lauro nahm Anfang 2022 an der Show Una voce per San Marino teil. Am 19. Februar gewann er die san-marinesische Vorentscheidung für den Eurovision Song Contest mit seinem Lied Stripper.

## Inhaltliches
Der Text des Liedes ist gemischt auf Italienisch und Englisch verfasst. Lauro selbst ordnet Stripper als Punk-Rock-Titel ein.

## Veröffentlichung
Die Studioversion des Titels wurde am 4. März 2022 veröffentlicht.

## Mitwirkende
- Achille Lauro: Gesang, Text
- Gregorio Calculli: Musik, Produktion, Begleitgesang, E-Gitarre, Synth-Bass
- Marco Lancs, Gow Tribe, Banf: Produktion
- Marco Lanciotti: Musik, Schlagzeug
- Matteo Ciceroni: Musik, Synthesizer
- Mattia Cutolo: Musik, Begleitgesang, Schlagzeug, Synthesizer
- Daniele Dezi, Daniele Mungai, Davide Petrella, Federico De Marinis, Simon Pietro Manzari
- Francesco Viscovo: Text, Begleitgesang
- Andrea Suriani: Mastering
- Marco Barusso: Abmischung

## Rezeption
Nach dem Sieg bei der Vorentscheidung wurde diskutiert, inwieweit sich die Stilistik des Titels mit der von der Band Måneskin überschneidet. Fans der Band kritisierten, Lauro würde sich zu sehr an Måneskin orientieren, während Fans des Sängers erläuterten, dass seine Karriere schon deutlich vorher begonnen habe.

## Beim Eurovision Song Contest
San Marino wurde ein Platz in der ersten Hälfte des zweiten Halbfinales des Eurovision Song Contests 2022 zugelost, das am 12. Mai 2022 stattfand. Am 29. März wurde bekanntgegeben, dass das Land die Startnummer 7 erhalten hat. Das Lied erreichte den 14. Platz von 18 Teilnehmern mit 50 Punkten insgesamt, 21 von der Jury und 29 von den Zuschauern.